# زاكاري ديكسون
زاكاري ديكسون (بالإنجليزية: Zachary Dixon)‏ هو لاعب كرة قدم أمريكية أمريكي، ولد في 5 مارس 1956.